# Elizabeth Inchbald

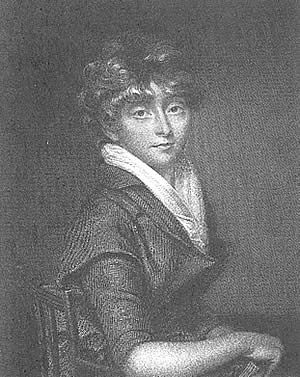
Elizabeth Inchbald

Elizabeth Inchbald, född 15 oktober 1753 i Staningfield, Suffolk, död 1 augusti 1821 i London, var en brittisk författare, dramatiker och skådespelerska.  
Hon prövade lyckan som skådespelerska 1772, samma år som hon gifte sig med Joseph Inchbald. Hon gjorde ett stort antal framträdanden tills hon drog sig tillbaka från scenen 1789. 
1782 spelades hennes första pjäs upp. Totalt skrev hon under sin livstid ungefär ett dussin pjäser. 1791 kom hennes första roman ut och den blev väldigt populär. Hon hade förberett att ge ut sin biografi, men på inrådan av en Dr. Poynter verksam vid en katolsk församling i London brände hon manuskriptet.[källa behövs]

## Skådespel
- Appearance is Against Them (1785)
- I'll Tell You What (1785)
- The Widow's Vow (1786)
- All on a Summer's Day (1787)
- The Midnight Hour (1887)
- A Mogul's Tale (1788)
- Animal Magnetism (1788)
- Such Things Are (1788)
- The Married Man (1789)
- Next Door Neighbors (1791)
- The Hue and Cry (1791)
- Young Men and Old Women (1792)
- Everyone Has His Fault (1793)
- The Wedding Day (1794)
- Wives as They Were and Maids as They Are (1797)
- Lover's Vows (1798)
- The Wise Man of the East (1799)
- To Marry or Not To Marry (1805)
- The Massacre (ej utgiven)